# Wartenberg-Zeichen
Das Wartenberg-Zeichen (nach Robert Wartenberg) ist eine Möglichkeit zur Feststellung einer Verletzung des Rückenmarks, insbesondere der Pyramidenbahn. Dabei haken der Arzt und der Patient die Finger einer Hand krallenartig ineinander. Dann ziehen beide fest an. Wenn sich der Daumen des Patienten zur Hand hin bewegt (sog. Adduktion) und gleichzeitiger Beugung des Daumens (Flexion) spricht dies für eine Schädigung der Pyramidenbahn. 
Zur Prüfung hinsichtlich einer bereits zurückgebildeten oder gerade beginnenden Fazialisparese gibt es ein Merkmal, das ebenfalls Wartenberg-Zeichen genannt wird. Hierbei legt der Untersucher seine Fingerkuppen auf die geschlossenen Augenlider des Patienten und versucht die Lider gegen dessen Widerstand zu öffnen. Dabei wird er am gesunden Oberlid ein leichtes Vibrieren des Musculus orbicularis oculi spüren, welches am betroffenen Auge ausbleibt.